# 1642 Hill
1642 Hill este un asteroid din centura principală, descoperit pe 4 septembrie 1951, de Karl Reinmuth.